# Tehnička mehanika
Tehnička mehanika je tehnička znanost koja se bavi proučavanjem utjecaja fizikalnih zakona klasične mehanike na probleme koji se javljaju u tehničkim sustavima. Bazična je znanost koja se proučava i primjenjuje u svim tehničkim djelatnostima: strojarstvu, brodogradnji, građevini, arhitekturi, elektrotehnici itd.

## Primjena
Osnovnu primjenu tehnička mehanika nalazi u izradi proračuna konstrukcija i dijelova konstrukcija, te pri izračunavanju i modeliranju ponašanja konstrukcija u primjeni.
Pomoću proračuna rađenih na osnovu saznanja tehničke mehanike, moguće je izraditi optimalnije, kvalitetnije, trajnije i jeftinije proizvode poboljšanih mehaničkih svojstava.

## Grane
1. osnovni pojmovi
2. Statika
3. Nauka o čvrstoći
4. Elasto i plastomehanika
5. Kinematika
6. Dinamika
7. veze

## Primjena računarstva u tehničkoj mehanici
Sve grane tehničke mehanike značajno su napredovale razvojem računarske tehnologije koja dozvoljava numeričko modeliranje fizikalnih procesa koji djeluju na konstrukcije, a koje daje točnije i reprezentativnije rezultate od analitičkog modeliranja, te daje daleko realističniji uvid u ponašanje proizvoda u primjeni.